# Rada Miejska w Prudniku
Rada Miejska w Prudniku – stanowiący i kontrolny organ władzy samorządowej gminy Prudnik. Rada jest reprezentantem interesów zbiorowych wspólnoty samorządowej. Jej siedziba znajduje się w Urzędzie Miejskim w Prudniku przy ulicy Kościuszki 3.

## Okręgi wyborcze
Granice okręgów wyborczych w wyborach do Rady Miejskiej.
| Nr okręgu | Granice | Liczba mandatów |
| --------- | --- | --------------- |
| 1         | Miasto Prudnik, ulice: Akacjowa, Adama Asnyka, Aleja Lipowa, Azaliowa, Władysława Broniewskiego, Księcia Adama Czartoryskiego, Jarosława Dąbrowskiego, Dębowa, Józefa Dwernickiego, Dworcowa, Wojciecha Bartosza Głowackiego, Grunwaldzka, Jaśminowa, Kalinowa, Jana Kilińskiego, Kolejowa od Nr 36 do końca, Hugona Kołłątaja, Tadeusza Bora Komorowskiego, Mikołaja Kopernika, Tadeusza Kościuszki numery nieparzyste od Nr 9 do końca i numery parzyste od Nr 24 do końca, Ignacego Kraszewskiego, Kwiatowa, Mariana Langiewicza, Legionów, Legnicka, Maków, Ludwika Mierosławskiego, Nyska, Ogrodowa, Ignacego Paderewskiego, Parkowa, Piastowska, Plac Wolności, Emilii Plater, Józefa Poniatowskiego, Ignacego Prądzyńskiego, Bolesława Prusa, Mikołaja Reja, Władysława Reymonta, Sądowa, Zygmunta Sierakowskiego, Marii CurieSkłodowskiej, Słowiańska, Józefa Sowińskiego, Strzelecka, Szpitalna, Słowicza, Topolowa, Tysiąclecia, Włoska, Wojska Polskiego, Walerego Wróblewskiego, Piotra Wysockiego, Kardynała Stefana Wyszyńskiego, Zwycięstwa, Stefana Żeromskiego, Żołnierska | 6               |
| 2         | Miasto Prudnik, ulice: Aleja Miła, Armii Krajowej, Stefana Batorego, Ciasna, Fryderyka Chopina, Bolesława Chrobrego, Konstantego Damrota, Gimnazjalna, Gliwicka, Górna, Inwalidów Wojennych, Jagiellońska, Klasztorna, Jana Kochanowskiego, Kościelna, Tadeusza Kościuszki numery nieparzyste od Nr 1do Nr 7 i numery parzyste od Nr 2 do Nr 22, Krótka, Królowej Jadwigi, Krzywa, Bolesława Krzywoustego, Łucznicza, Łukowa, Józefa Małachowskiego, Adama Mickiewicza, Młyńska, Stanisława Moniuszki, Gustawa Morcinka, Plac Farny, Plac Szarych Szeregów, Plac Zamkowy, Plebiscytowa, Pocztowa, Pod Bramami, Ratuszowa, Rynek, Henryka Sienkiewicza, Jana Sobieskiego, Stara, Stanisława Staszica, Stroma, Szkolna, Tkacka, Romualda Traugutta, Juliana Tuwima, Wandy, Melchiora Wańkowicza, Wąska, Zamkowa | 5               |
| 3         | Miasto Prudnik, ulice: gen. Andersa, Józefa Bema, Norberta Bończyka, Arki Bożka, Budowlanych, Cicha, Jana Cybisa, Artura Grottgera, Jesionkowa, Jana Kazimierza, Kolejowa od Nr 1 do Nr 35, Kombatantów, Marii Konopnickiej, Wojciecha Korfantego, Juliusza Kossaka, Księdza Karola Koziołka, Stanisława Ligonia, Józefa Lompy, Lwowska, Jana Łangowskiego, Władysława Łokietka, Jana Matejki, Meblarska, Karola Miarki, Mieszka I, Monte Cassino, Nowa, Podgórna, Polna, Polna Bloki, Powstańców Śląskich, Prężyńska, Przemysłowa, Robotnicza, Filipa Roboty, Józefa Rostka, Sadowa, Księdza Aleksandra Skowrońskiego, Juliusza Słowackiego, Alojzego Smolki, Stanisława Soboty, Spokojna, Sportowa, Sybiraków, Tabory, Towarowa, Wiejska, Wileńska, Józefa Wybickiego, Zielna, Zielona | 5               |
| 4         | Sołectwa (wsie): Czyżowice, Dębowiec z osadą Wieszczyna, Łąka Prudnicka z osadą Chocim, Mieszkowice, Moszczanka z Kolonią Moszczanka, Niemysłowice, Piorunkowice, Rudziczka, Szybowice, Wierzbiec | 5               |

## Historia

### I kadencja (1990–1994)
Skład Rady Miejskiej I kadencji (1990–1994) ustalony w wyniku wyborów samorządowych w 1990
- Z listy Komitetu Obywatelskiego „Solidarność”: Ryszard Kasza, Antoni Skowronek, Karol Stosiek, Zdzisław Rubczak, Stefania Olejczuk, Michał Bisowski, Andrzej Strzelczyk, Eugeniusz Wyspiański, Andrzej Pajor, Stanisław Waszczykowski, Edward Mróz, Krzysztof Powroznik, Marek Paprocki, Henryk Isalski, Zenon Miszczyk, Józef Czerniak, Jan Naskręt, Wiesław Ślusarczyk, Piotr Nawara, Janusz Romaniuk, Ryszard Kwiatkowski, Grzegorz Trembecki, Henryk Niemiec, Jan Ziubrzyński, Oswald Rychlikowski
- niezależni: Tadeusz Żurakowski, Franciszka Dyda

### II kadencja (1994–1998)
Skład Rady Miejskiej II kadencji (1994–1998) ustalony w wyniku wyborów samorządowych w 1994
- Z listy Unii Wolności: Adam Jocher, Czesław Dumkiewicz, Henryk Isalski, Zygmunt Kędzia, Regina Sieradzka, Tadeusz Chrobak, Antoni Kluczyński, Bogdan Laszczka
- Z listy Klubu Stronnictwa Demokratycznego: Mirosław Czupkiewicz
- Z listy Sojuszu Lewicy Demokratycznej: Tadeusz Andres, Alojzy Sikociński, Stanisław Malinowski, Tadeusz Nosidlak, Kazimierz Lewandowski, Edward Cybulka
- Z listy Stowarzyszenia Rozwój Ziemi Prudnickiej: Edward Sąkól, Henryk Sobczak
- Z listy Prudnickiego Bloku Centroprawicowego: Jan Naskręt, Jerzy Czerwiński
- Z listy Stowarzyszenia Rodzin i Przyjaciół Dzieci Niepełnosprawnych: Kazimierz Porczak
- Z listy Polskiego Stronnictwa Ludowego: Witold Korus, Grzegorz Trembecki
- niezależni: Mikołaj Heś, Tadeusz Żurakowski, Roman Koryzna, Eugeniusz Komidzierski, Jan Ziubrzyński, Oswald Rychlikowski

### III kadencja (1998–2002)
Skład Rady Miejskiej III kadencji (1998–2002) ustalony w wyniku wyborów samorządowych w 1998
- Z listy Sojuszu Lewicy Demokratycznej: Leszek Piasecki, Bolesław Pohl, Ludwik Kucik, Grażyna Janus-Bartnik, Kazimierz Lewandowski, Wanda Trzmielewska, Edward Cybulka, Edward Sąkól, Ryszard Matuszak
- Z listy Akcji Wyborczej Solidarność: Zbigniew Juszczyk, Mirosław Zakrzewski, Jan Naskręt, Mieczysław Wójtowicz, Andrzej Trybuła, Piotr Siembida, Edward Mazur, Ryszard Kwiatkowski, Mariusz Wicherek, Franciszek Fejdych
- Z listy Ruchu Samorządności: Ireneusz Bełziuk, Kazimierz Kotliński
- Z listy Forum Samorządowego: Eugeniusz Korczyński, Zbigniew Szafran, Ludwik Wiszniewski
- Z listy Unii Wolności: Czesław Dumkiewicz, Janusz Romaniuk
- Z listy Przymierza Społecznego: Stanisław Piekarczyk

### IV kadencja (2002–2006)
Skład Rady Miejskiej VII kadencji (2002–2006) ustalony w wyniku wyborów samorządowych w 2002
- Z listy KKW Sojusz Lewicy Demokratycznej – Unia Pracy: Kazimierz Lewandowski, Julian Serafin, Leszek Piasecki, Mariusz Półchłopek, Henryk Sobczak, Mirosław Kamiński, Jan Mokrzycki
- Z listy KWW Tylko Razem: Jan Roszkowski, Radosław Roszkowski, Mieczysław Wójtowicz, Franciszek Fejdych
- Z listy KWW Forum Samorządowe Powiatu Prudnickiego: Artur Żurakowski, Edward Mazur, Irena Maczuga-Szopek, Janina Stanisz
- Z listy KWW Nasza Ziemia: Czesław Dumkiewicz, Janusz Romaniuk, Mariusz Wicherek
- Z listy KW Liga Polskich Rodzin: Jacek Szczepański, Ryszard Kwiatkowski
- Z listy KW Samoobrona Rzeczypospolitej Polskiej: Irena Madera

### V kadencja (2006–2010)
Skład Rady Miejskiej VII kadencji (2006–2010) ustalony w wyniku wyborów samorządowych w 2006
Julian Serafin, Artur Zapała, Ryszard Czeczel, Kazimierz Lewandowski, Czesław Dumkiewicz, Elżbieta Kitajgrodzka, Jacek Szczepański, Radosław Roszkowski, Ewa Zabiegała, Mariusz Półchłopek, Ryszard Kwiatkowski, Stanisław Hawron, Krzysztof Womperski, Leszek Piątkowski, Edward Mazur, Eugeniusz Drohomirecki, Janina Stanisz, Andrzej Gajewski, Grzegorz Trembecki, Zbigniew Kosiński, Alicja Zawiślak

### VI kadencja (2010–2014)
Skład Rady Miejskiej VII kadencji (2010–2014) ustalony w wyniku wyborów samorządowych w 2010
- Z listy KW Platforma Obywatelska RP: Ryszard Czeczel, Tomasz Wisła, Zofia Zeprzałka-Krzemień, Alicja Drożdżyńska, Edward Mróz, Stanisław Hawron, Zygmunt Trojniak, Zbigniew Kosiński
- Z listy KW Prawo i Sprawiedliwość: Jacek Urbański, Artur Kosmala, Bernard Sobek, Józef Meleszko
- KWW Forum Samorządowe Plus: Janina Stanisz
- KWW Nasza Ziemia: Julian Serafin, Eugeniusz Drohomirecki, Edward Mazur, Leszek Piątkowski, Alicja Zawiślak
- KWW Niezależna Prawica: Jan Zapała, Mariusz Półchłopek, Andrzej Gajewski

### VII kadencja (2014–2018)
Skład Rady Miejskiej VII kadencji (2014–2018) ustalony w wyniku wyborów samorządowych w 2014
- Z listy KW Platforma Obywatelska: Tomasz Wisła, Ryszard Czeczel, Zbigniew Kosiński, Edward Mróz, Jan Odwrat, Zofia Zeprzałka-Krzemień
- Z listy KW Niezależni dla gminy Prudnik: Urszula Rzepiela, Alicja Łysek, Zbigniew Zając, Julian Serafin
- Z listy KWW Nasza Ziemia: Iwona Dębińska, Leszek Piątkowski, Mieczysław Partyczny, Józef Porada
- Z listy KWW Niezależni Razem: Josel Czerniak, Andrzej Gajewski, Jan Roszkowski
- Z listy KW Prawo i Sprawiedliwość: Jacek Urbański, Alicja Isalska
- Z listy KW Polskie Stronnictwo Ludowe: Marcin Krasoń, Renata Alter

### VIII kadencja (2018–2024)
Skład Rady Miejskiej VII kadencji (2018–2024) ustalony w wyniku wyborów samorządowych w 2018
- Z listy KW Prawo i Sprawiedliwość: Marcin Domino, Zygmunt Bochenek, Alicja Isalska, Andrzej Gajewski, Marcin Krasoń, Ludmiła Lisowska, Stanisław Mięczakowski, Jacek Urbański, Arkadiusz Zaczyński
- Z listy KKW Platforma.Nowoczesna Koalicja Obywatelska: Ryszard Czeczel, Stanisław Hawron, Zbigniew Kosiński, Edward Mróz, Tomasz Wisła, Zofia Zeprzałka-Krzemień
- Z listy KWW Prudniczanie: Paweł Licznar, Urszula Rzepiela, Katarzyna Licznar, Rafał Bolibrzuch[12]
- Z listy KWW Nasza Ziemia: Edward Mazur, Josel Czerniak

### IX kadencja (2024–2029)
Skład Rady Miejskiej IX kadencji (2024–2029) ustalony w wyniku wyborów samorządowych w 2024:
- Z listy KWW Platforma PL2050 Ludowcy Lewica Powiatu Prudnickiego: Marek Bień, Leszek Czereba, Renata Heda, Łukasz Karpowicz, Wiesław Kopterski, Aneta Samotus, Zygmunt Trojniak, Wiesław Zawiślak
- Z listy KW Prawo i Sprawiedliwość: Alicja Isalska, Grzegorz Jędrzej, Mieczysław Partyczny, Jacek Urbański, Andrzej Włosek
- Z listy KWW Grzegorza Zawiślaka – Porozumienie Samorządowe: Paweł Licznar, Edward Mazur, Witold Rygorowicz, Rafał Bolibrzuch
- Z listy KWW Tak! Dla Ziemi Prudnickiej: Krzysztof Fejdych, Ireneusz Licznar, Stanisław Mięczakowski, Bartosz Trytek